# Vreewijk (Rotterdam)
Vreewijk, ook wel Tuindorp Vreewijk, is een wijk in het Rotterdamse stadsdeel Feijenoord. De wijk wordt begrensd door de Strevelsweg/Bree/Breeweg in het noorden, de Colosseumweg in het oosten, de Smeetslandsedijk in het zuiden en de Vaanweg in het zuidwesten.
In Vreewijk bevinden zich het Ikazia Ziekenhuis, het voormalige Zuiderziekenhuis en de Daniel den Hoedkliniek, een instelling gespecialiseerd in oncologie en onderdeel van het Erasmus MC. Bij de Grift bevindt zich de hoofdvestiging van christelijke scholengemeenschap Calvijn. Tegen de Smeetslandsedijk aan bevinden zich sportvelden, Educatieve tuin De Enk, sporthal De Enk, handbalvereniging Atomium'61 en korfbalvereniging OZC.
Winkelstraten zijn de Groene Zoom en de Groene Hilledijk. Zeker het oostelijk deel van Vreewijk is voor veel Rotterdammers een geliefde omgeving om te wonen. In de loop der jaren is het karakter van het tuindorp behouden gebleven. Bijna alle huizen hebben een tuin en tussen de huizen liggen binnenterreinen. Vreewijk is aangewezen als beschermd stadsgezicht en de wijk kent bijna 300 (rijks-)monumenten.
Eind maart 2007 werd Vreewijk door minister Ella Vogelaar als probleemwijk op een lijst van 40 probleemwijken gezet. Op 7 mei 2007 bezocht de minister de wijk en bleef overnachten in een huis aan de Beukendaal.

## Buurten
Vreewijk kan worden opgedeeld in de volgende buurten:
- Motorstraatgebied[3]
- De Valkenier
- De Vlieger
- Dalen-Noord
- Dalen-Zuid
- Negen
- De Vaan

## Demografie
| Achtergrond inwoners Vreewijk (2020)      | Aantal | %     |
| ----------------------------------------- | ------ | ----- |
| Nederlands                                | 7.450  | 51,13 |
| Surinaams                                 | 1.255  | 8,61  |
| Marokkaans                                | 925    | 6,35  |
| Turks                                     | 910    | 6,25  |
| Antilliaans                               | 815    | 5,59  |
| Overige niet-westerse migratieachtergrond | 1.500  | 10,30 |
| Westerse migratieachtergrond              | 1.715  | 11,77 |
|                                           |        |       |
| Totaal niet-westerse migratieachtergrond  | 5.405  | 37,10 |
| Totaal migratieachtergrond                | 7.120  | 48,87 |
| Totaal inwoners                           | 14.570 | 100   |

## Geschiedenis
In 1913 werd de NV Eerste Rotterdamse Tuindorp opgericht door K.P. van der Mandele, J. Mees en L.J.C.J. van Ravesteyn. Het doel van deze NV was "het stichten en exploiteren van een of meer tuindorpen, bijzonderlijk ten behoeve van de minder gegoede bevolkingsklasse".
Het stratenplan van de wijk is gebaseerd op het oorspronkelijke sloten- en greppelpatroon van de voormalige polder; de singel langs de Langegeer was een brede sloot, genaamd de Vliet, en de Leede was een hoofdsloot. De Vliet ontstond in de 15e eeuw en vormde de grens tussen het Baljuwschap Land van Putten in het westen en het baljuwschap Zuid-Holland in het oosten. De Vliet vormde ook de scheiding tussen de heerlijkheden West-IJsselmonde en Charlois en de polders Karnemelksland en Varkensoord.
Vreewijk is opgezet als een dorp en wordt gekenmerkt door veel groen. In het centrum ligt, zoals een clichématig dorp betaamt, De Brink. Voor circa 240 woningen werd het stratenplan ontwikkeld door Berlage en Granpré Molière maakte het stratenplan voor de overige 4000 woningen. De huizen werden ontworpen door Granpré Molière, J.H. de Roos en W.F. Overeijnder.
In 1919 werden de eerste woningen opgeleverd. Het laatste deel, ten oosten van de Dordtsestraatweg, werd tijdens de Tweede Wereldoorlog opgeleverd.
Er gaat een gerucht dat er in Vreewijk gifgrond gedumpt is. Mogelijk is deze afkomstig uit de uitgebaggerde havens in de stad. Anderen zeggen dat het afkomstig is van het rangeerterrein toen het werd opgebroken. Een nieuwere theorie is dat de grond afkomstig is uit Barendrecht. Toen daar de kassen werden opgebroken, zou de grond gebruikt zijn voor de ophoging van de polder. Op deze grond zijn pesticiden verspreid, die nu wellicht onder de huizen van Vreewijk liggen.
Op 18 juni 1966 bezocht Granpré Molière Vreewijk ter gelegenheid van het 50-jarig bestaan.
Begin jaren 1980 werden de Olmendaal en de Meiendaal aan de zuidkant van de Groene Zoom gerenoveerd en werden de huizen vergroot. Begin jaren 1990 werden gedeeltelijk de Beukendaal, Berkendaal, Eikendaal, Frankendaal, Berkendaal, Iependaal en Olmendaal afgebroken en vervangen door nieuwbouw: de "Nieuwe Dalenbuurt". Doordat de huizen ruimer waren dan de oorspronkelijke woningen, kwam de Eikendaal hierbij te vervallen; alleen ten noorden van de Beukendaal ligt nog een stukje Eikendaal. In 2003 en 2004 werden ook delen van de Langegeer, Meiendaal, Kortewelle en Langewelle aan de noordkant van de Groene Zoom afgebroken en vervangen door nieuwbouw.
Bij de nieuwbouw is geprobeerd het oorspronkelijke karakter van de wijk zo veel mogelijk in stand te houden. Zo hebben bijna alle huizen een tuin.
"Com-wonen", de grootste woningcorporatie in de wijk, heeft plannen om 85 woningen in het gebied Bree/Maarland te slopen en te vervangen door ouderenwoningen. De bestaande woningen zijn volgens de woningcorporatie verouderd en zouden wateroverlast, vocht, schimmels en scheurvorming in de gevels vertonen; renoveren is volgens het bedrijf te kostbaar. Tegen deze sloop is protest gerezen, zo is onder andere een actiecomité opgericht. Com-wonen wordt ervan beschuldigd al in de tweede helft van 2006 ten onrechte begonnen te zijn met 'uitverhuizen'. Het herstructureringsproces wordt vastgelegd in een filmserie.
In de periode 2012-2024 worden 1327 woningen in Vreewijk gerenoveerd. De werkzaamheden hebben onder andere als doel om de buitenkant het straatbeeld (weer) te laten passen bij het oorspronkelijke karakter van de buurt. Ook de buitenruimte wordt met dit doel aangepakt. Het verbeterprogramma maakt onderdeel uit van het Nationaal Programma Rotterdam Zuid. De totale investeringskosten van de renovatie bedragen naar schatting 179 miljoen euro.

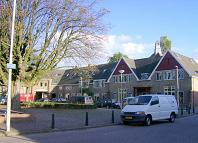
Wijkgebouw De Brink, herfst 2006
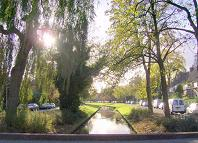
Lede, herfst 2006
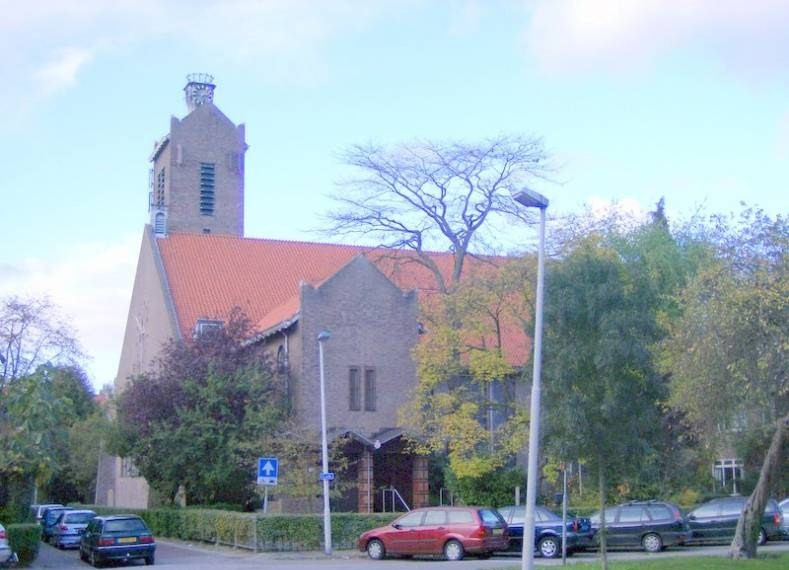
N.H.Vredeskerk 1933-2005, nu Servisch Orthodoxe Drieenheidskerk, herfst 2006
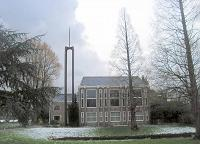
De voormalige Gereorganiseerde Kerk van Jezus Christus van de Heiligen der Laatste Dagen